# 악셀 룬 스빈달
악셀 룬 스빈달(노르웨이어: Aksel Lund Svindal, 1982년 12월 26일~)은 노르웨이의 은퇴한 알파인 스키 선수이다.

## 수상
- 스키외르도르(2007년)
- 노르웨이 올해의 스포츠 선수(2007년)
- 아프텐포스텐 금메달(2007년)